# Omondi
Omondi ist ein kenianischer Familienname.

## Namensträger
- Doreen Nabwire Omondi (* 1987), kenianische Fußballspielerin
- Eric Omondi Ongao (* 1977), kenianischer Fußballspieler
- Eric Johana Omondi (* 1994), kenianischer Fußballspieler
- Evans Omondi, kenianischer Fußballspieler
- Hillary Omondi, kenianischer Fußballspieler
- Jacob Omondi, kenianischer Fußballspieler
- James Omondi (* 1980), kenianischer Fußballspieler
- Kevin Omondi (* 1990), kenianischer Fußballspieler
- Lucy Anyango Omondi (* 1987), kenianische Hammerwerferin
- Michael Omondi Jakoyo (1961–2008), kenianischer Feldhockeyspieler
- Michael Oluochi Omondi, kenianischer Leichtathlet
- Phillip Omondi (1957–1999), ugandischer Fußballspieler
- Stephen Omondi Okatch, kenianischer Leichtathlet
- Tyrus Omondi (* 1994), kenianischer Fußballspieler